# Revue du Bas-Poitou
La Revue du Bas-Poitou est une publication régionaliste française, publiée de 1888 à 1972, à Niort puis à Fontenay-le-Comte.
La Revue du Bas-Poitou fut fondée en 1888 par René Vallette (1854-1939), né à Fontenay-le-Comte et avocat au barreau de cette ville. 
Après la mort de son fondateur, elle fut dirigée successivement par Jacques de Maupeou, André Mady et Louis Chaigne.
Cette revue forme aujourd'hui un important corpus consacré aux lettres, aux sciences et aux arts du Poitou traitant de nombreux sujets : histoire et géographie régionales, archéologie, linguistique, aménagement du territoire, bibliographie, etc.
Numérisée par les Archives départementales de la Vendée, la collection est désormais consultable en ligne.

## Publications (Sélection)
- Yves Cosson: Louis Suire, le peintre du silence, 1964.